# Henri Guerre
Henri Guerre (1885-1924) est un footballeur français évoluant au poste de défenseur.

## Carrière
Henri Guerre évolue au Patronage Olier lorsqu'il connaît sa première et unique sélection en équipe de France de football. Alors au régiment, il remplace au dernier moment André Sollier, joueur de Vitry. Il affronte sous le maillot bleu lors d'un match amical l'équipe de Belgique de football le 9 mai 1909. Les Belges s'imposent sur le score de cinq buts à deux.